# Arjowinangun (Buluspesantren)
Arjowinangun is een bestuurslaag in het regentschap Kebumen van de provincie Midden-Java, Indonesië. Arjowinangun telt 843 inwoners (volkstelling 2010).